# Diego González Miranda
Diego Alexis González Miranda (Paso de los Toros, Uruguay, 21 de febrero de 1997) es un futbolista uruguayo. Juega de Delantero en  Unión San Felipe de la Primera B chilena.

## Trayectoria
Oriundo de Paso de los Toros, formó parte de las divisiones inferiores de Defensor Sporting entre 2010 y 2012. Luego pasó por las inferiores de Ferrocarril de Tacuarembó entre 2012 y 2013. Desde 2013 a 2015, regresó a las inferiores de Defensor Sporting, para el 2015 pasar a Juventud de Las Piedras. Formó parte de la convocatoria del primer equipo  en el partido ante Sud América el 21 de noviembre de 2015, pero no salió del banco de suplentes.  Debutó profesionalmente el 21 de febrero de 2016, en un aprtido ante Liverpool FC válido por el torneo de primera división, ingresando a los '89 en reemplazo de Facundo Barceló, en la victoria por 3:1 de su equipo.Durante la temporada 2015/16, disputó 2 partidos sin marcar goles, misma estadística para la siguiente temporada.
En marzo de 2019 fue anunciado como nuevo jugador de Sportivo Cerrito de la Segunda división del Uruguay. En enero de 2020, es anunciado como refuerzo de Tacuarembó FC de la Segunda división. En abril de 2021 es Atenas quien adquiere sus servicios, para en agosto ser cedido a Rocha FC hasta fin de temporada.
En 2022 defendió los colores de Villa Española durante el primer semestre, para en julio pasar a Rampla Juniors. En diciembre de 2022 es anunciado como nuevo jugador de Almagro de la Primera B Nacional Argentina, en lo que será su primera experiencia en el extranjero. Luego del segundo semestre de 2023 en La Luz FC, el 4 de febrero de 2024 es anunciado como nuevo jugador de Deportes Santa Cruz de la Primera B de Chile.

## Clubes
| Club                    | País      | Año       |
| ----------------------- | --------- | --------- |
| Juventud de Las Piedras | Uruguay   | 2016-2019 |
| Sportivo Cerrito        | Uruguay   | 2019      |
| Tacuarembó FC           | Uruguay   | 2020      |
| Atenas                  | Uruguay   | 2021      |
| → Rocha FC (cedido)     | Uruguay   | 2021      |
| Villa Española          | Uruguay   | 2022      |
| Rampla Juniors          | Uruguay   | 2022      |
| Almagro                 | Argentina | 2023      |
| La Luz FC               | Uruguay   | 2023      |
| Deportes Santa Cruz     | Chile     | 2024      |
| Unión San Felipe        | Chile     | 2025-Act. |